# Parafia Najświętszej Maryi Panny Częstochowskiej w Siekierowicach
Parafia Najświętszej Maryi Panny Częstochowskiej w Siekierowicach – znajduje się w dekanacie Oleśnica zachód w archidiecezji wrocławskiej.
Jej proboszczem jest ks. Marian Rybczyński SDS. Obsługiwana przez Zgromadzenie Salwatorianów. Erygowana w 1989.